# Bohumil Mathesius
Bohumil Mathesius (Praga, 14 luglio 1888 – Praga, 2 giugno 1952) è stato un poeta, traduttore, linguista e giornalista ceco esperto della letteratura russa.
Professore della facoltà di filosofia dell'Università di Praga, era cugino del linguista Vilém Mathesius.

## Mathesius poeta
Mathesius ha arricchito la tradizione della poesia araldica prafrasando alcune poesie cinesi:
- Zpěvy staré Číny (Canzoni dell'antica Cina)
- Nové zpěvy staré Číny (Nuove canzoni dell'antica Cina)
- Třetí zpěvy staré Číny (Un terzo libro di canzoni dell'antica Cina)

## Mathesius traduttore
Il suo modo particolare di tradurre mise a disposizione della letteratura ceca i lavori di Aleksandr Puškin, Michail Lermontov, Nikolaj Gogol', Fëdor Dostoevskij, Lev Tolstoj, Vladimir Majakovskij, Sergej Esenin, Michail Šolochov. Ha anche tradotto dal tedesco, dal francese e dal norvegese. Uno tra i suoi lavori più importanti è Peer Gynt di Henrik Ibsen.

## Mathesius linguista
Mathesius ha dato il suo contributo anche alle teorie sulla traduzione. Egli sosteneva che 
(in Georges Mounin, Teoria e storia della traduzione, Einaudi, Torino 1965)
La sua teoria fu spesso aspramente criticata, soprattutto da Bronisław Malinowski.